# Милиця Янкович
Милиця Янкович (серб. Милица Јанковић) (народилась 23 листопада 1881 у Пожаревці, померла 27 червня 1939 у Белграді) — сербська письменниця. Писала також дитячі книги.

## Твори
Оповідання:
- Ispovesti
- Čekanje
- Kaluđer iz Rusije
- Putevi
- Ljudi iz skamije

Романи
- Pre sreće
- Plava gospođa
- Mutna i krvava

Дитячі книги
- Zec i miš